# Езерская, Анзия
Анзия Езе́рская (29 октября 1880, Плоньск, Мазовецкое воеводство — 21 ноября 1970 или 20 ноября 1970, Онтэрио, Калифорния) — американская писательница польского происхождения, преподаватель.

## Биография
Родилась 29 октября 1880 года в местечке Малы-Плоцк Российской империи, ныне Кольненского повята Подляского воеводства Польши, в многодетной еврейской семье Боруха и Перл Езерских, где была младшей из девяти детей. Её отец был знатоком Торы и священных текстов.
Около 1890 года её семья эмигрировала в Америку, следуя по стопам старшего сына, который приехал в США на шесть лет раньше. Семья поселилась на Манхэттене в Нижнем Ист-Сайде и взяла новую фамилию Майер; Анзия также сменила своё имя на Гарриет (или Хэтти), но вернулась к первоначальному своему имени в 26 лет. Родители поощряли детей к получению высшего образования. С 1901 по 1905 год Анзия посещала педагогический колледж Колумбийского университета. Затем она преподавала с 1908 по 1913 год в начальной школе и посещала Американскую академию драматического искусства.
В 1910 году Анзия влюбилась в Арнольда Левитаса (Arnold Levitas), но вышла замуж за его друга Джейкоба Гордона (Jacob Gordon), нью-йоркского адвоката. Через шесть месяцев брак был расторгнут и вскоре Анзия вышла замуж за Арнольда Левитаса, который стал отцом её единственного ребёнка — Луизы (Louise Levitas Henriksen), родившейся 29 мая 1912 года. Около 1914 года Анзия покинула Левитаса и переехала с дочерью в Сан-Франциско, где работала социальным работником. Переутомленная общественными обязанностями и трудностями по воспитанию дочери, она отказалась от своих материнских прав и передала девочку Левитасу. В 1916 году Анзия Езерская и Арнольд Левитас официально развелись.
Анзия вернулась в Нью-Йорк. Около 1917 года она вступила в романтические отношения с американским философом Джоном Дьюи, профессором Колумбийского университета, с которым поддерживала отношения много лет. Став независимой, проявила интерес к писательству, посвятив этому остаток своей жизни и создав ряд известных романов.
В 1929—1930 годах Езерская получила стипендию Зоны Гейл в Висконсинском университете, что придало ей финансовую независимость. Однако конец 1920-х годов ознаменовался снижением интереса к её творчеству. Во время Великой депрессии она работала на Федеральный писательский проект Works Progress Administration.
Хотя она стала почти слепой, но продолжала писать рассказы, статьи и рецензии на книги. В 1970-х переизданию Езерской поспособствовала "переоткрывшая" её творчество Элис Кесслер-Харрис.
Умерла 20 ноября 1970 года от инсульта в доме престарелых в городе Онтэрио, штат Калифорния. Её тело было кремировано, прах передан родственникам.
Анзия Езерская была тетей американского кинокритика Сесилии Ажер. Дочь Сесилии стала известна как журналистка Шана Александр.